# European Union Naval Force – Mediterranean

Flagge der Europäischen Union

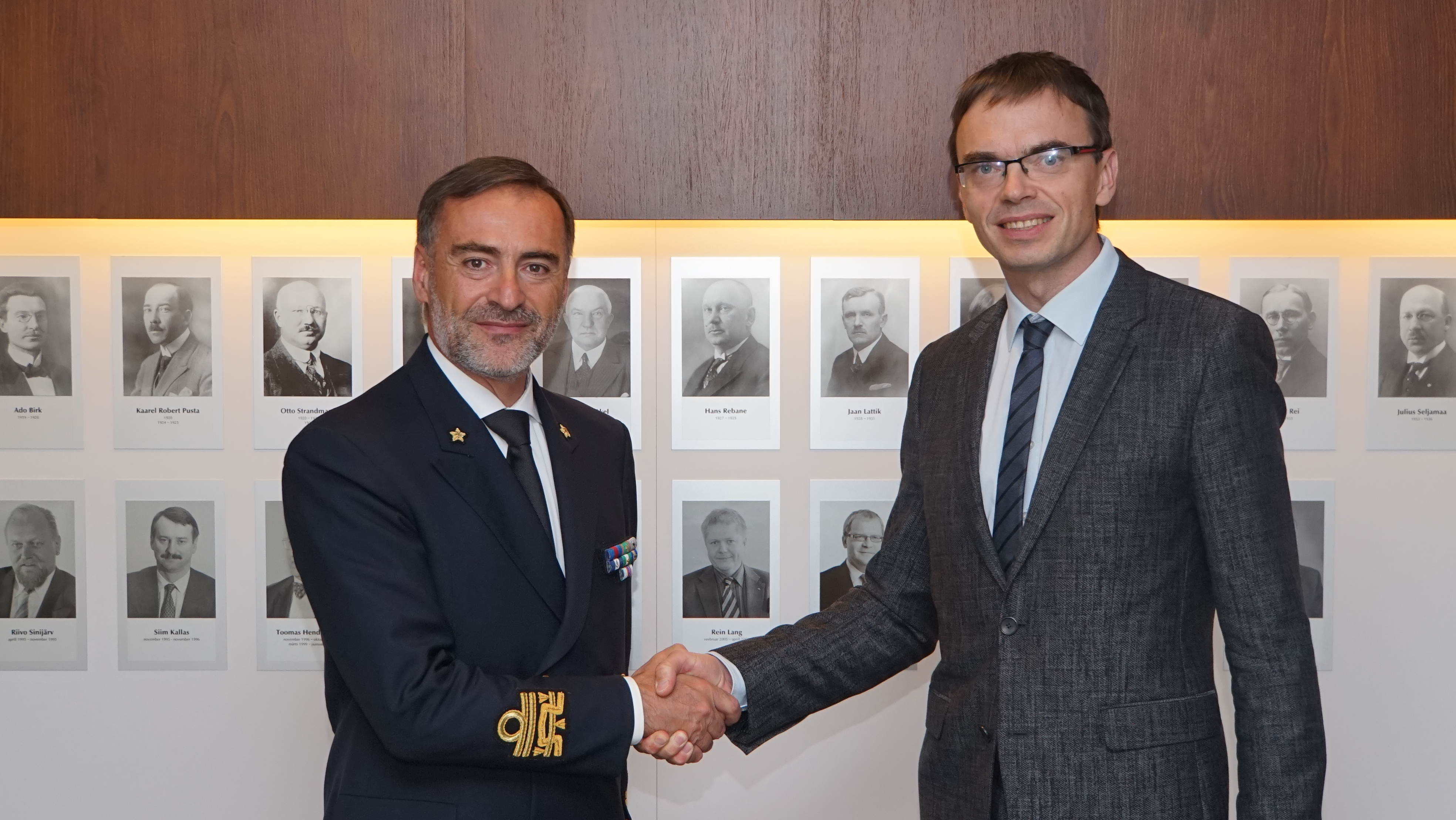
Im Bild: Der militärische Befehlshaber der Mission, Enrico Credendino und Sven Mikser, Mitglied der parlamentarischen Versammlung der NATO

Die EUNAVFOR MED Operation SOPHIA – bis 26. Oktober 2015 EUNAVFOR MED (Abkürzung für European Union Naval Force – Mediterranean) – war eine multinationale militärische Krisenbewältigungsoperation der Europäischen Union, die den Auftrag zur Bekämpfung des Menschenschmuggels- und der Menschenhandelsnetze und der Bekämpfung von Schleusern und deren Infrastruktur im südlichen zentralen Mittelmeer zwischen einerseits der italienischen und andererseits der tunesischen und libyschen Küste haben soll. Mit der Erweiterung des Mandats im Mai 2016 zielte die Mission auch auf den Aufbau einer wirksamen libyschen Küstenwache. Am 31. März 2020 endete das EU-Mandat für die Operation Sophia. Auf sie folgte die Operation Irini.

## Auftrag

### Operationsziele
Der Auftrag der Militäroperation bezog sich in einer ersten Phase auf die Planung der Operation sowie die Aufklärung und Überwachung von Menschenschmuggel- und Menschenhandelsnetzen im südlichen zentralen Mittelmeer durch den Einsatz von Seefernaufklärern, Drohnen und einer spezifischen Satellitenüberwachung. Weiterhin Bestandteil des Auftrages blieb es auch zur Reduzierung von weiteren Opfern auf See beizutragen. Schätzungen der EU zufolge starten 80 Prozent der Migranten von Libyen aus. Von Anfang Juli 2015 an wurden detaillierte Kenntnisse über die Strukturen und Netzwerke der Schlepper gewonnen sagte Konteradmiral Enrico Credendino, Kommandeur der EUNAVFOR MED.
In der zweiten Phase, in der sich die Operation seit dem 7. Oktober 2015 befindet, sollen – abhängig von der Zustimmung des Sicherheitsrates der Vereinten Nationen oder der libyschen Regierung – verdächtige Boote auch in libyschen Hoheitsgewässern (u. a. in der Großen Syrte) aufgebracht und mutmaßliche Schleuser verhaftet werden. Die Schleuserboote sollen dabei beschlagnahmt werden. Die international anerkannte Regierung Libyens in Tobruk hat Ende Mai 2015 ihre Zustimmung bisher verweigert. Ungeachtet dessen erklärte die EU-Außenbeauftragte Federica Mogherini am 3. September 2015 mit der Phase zwei der Operation solle innerhalb weniger Wochen begonnen werden. Für den Kampf gegen Schleuser wurde die Aufstockung der Flotte von vier auf sieben Schiffe und ihre Verstärkung um ein italienisches U-Boot sowie Aufklärungsdrohnen geplant. Außerdem wurde zur Festlegung letzter Details eine Truppenstellerkonferenz für den 16. September 2015 anberaumt.
Im Rahmen einer Mitteilung zum aktuellen Stand der Umsetzung der Prioritäten im Rahmen der Europäischen Migrationsagenda teilte die EU-Kommission auch den erfolgreichen Übergang der EUNAVFOR MED Operation SOPHIA zur zweiten Phase mit.
Eine dritte Phase soll – vorbehaltlich der Zustimmung des Sicherheitsrates der Vereinten Nationen – auch die Zerstörung der Infrastruktur von Schleusern und deren Booten auf libyschen Territorium (Ablegestellen) ermöglichen.

#### Erweiterung 2016
Am 19. Mai 2016 kündigte der deutsche Bundesaußenminister Frank-Walter Steinmeier bei einem NATO-Außenministertreffen in Brüssel an, die Operation solle durch einen Beschluss der EU-Außenminister am 23. Mai ausgeweitet werden, um den Aufbau einer libyschen Küstenwache zu unterstützen und bei der Durchsetzung des Waffenembargos der Vereinten Nationen zu helfen. Die Entscheidung der EU-Außenminister, die auch eine Verlängerung der Operation um ein Jahr beinhaltet, bildet eine Grundlage für nachfolgende formale Beschlüsse. Am 14. Juni 2016 nahm der Sicherheitsrat der Vereinten Nationen die von Großbritannien und Frankreich eingebrachte Resolution 2292 einstimmig an. Diese autorisiert Mitgliedsstaaten – befristet für zwölf Monate ab dem Datum des Beschlusses der Resolution – von Libyen kommende oder nach Libyen fahrende Wasserfahrzeuge auf Hoher See zu untersuchen, wenn sie den Verdacht hegen, dass diese Wasserfahrzeuge Waffen oder mit diesen in Verbindung stehendes Material direkt oder indirekt von oder nach Libyen transportieren und dabei gegen bestimmte Bestimmungen anderer Resolutionen verstoßen.
Diese Ermächtigung ermöglicht es der Europäischen Union, im Einklang mit dem Völkerrecht der EUNAVFOR MED Operation SOPHIA auch die Durchsetzung des Waffenembargos gegen Libyen anzuvertrauen. Am 20. Juni 2016 verlängerte der Rat das Mandat der EUNAVFOR MED Operation SOPHIA bis zum 27. Juli 2017 und erweiterte es um zwei Unterstützungsaufgaben: erstens die Ausbildung der libyschen Küstenwache und Marine sowie zweitens zur Implementierung des Waffenembargos der Vereinten Nationen auf Hoher See und vor der Küste Libyens beizutragen.
Im Juni 2016 beschloss der Rat der Europäischen Union zum Kapazitätsaufbau der libyschen Küstenwache beizutragen, damit diese wieder gegen Schlepper vorgehen sowie Such- und Rettungsaktivitäten durchführen kann. Die Ausbildung von 89 Angehörige der Libyschen Küstenwache und Marine wurde im Februar 2017 abgeschlossen. Vier Patrouillenboote der libyschen Küstenwache wurden überholt und 6 weitere bereitgestellt. Laut Thomas de Maizière rettete die libysche Küstenwache bis Anfang Juli 2017 etwa 10.000 Menschen aus Seenot.
Anlässlich des Besuches des österreichischen Außenministers Kurz im Frühjahr 2017 in Libyen im Zuge der Bemühungen der EU-Staaten um die Zusammenarbeit mit den libyschen Behörden betonte Libyens Außenminister Mohammed Taher Siyala im Zusammenhang mit einer internationalen militärischen Hilfe im Kampf gegen Schlepper, dass hierfür eine Unterstützung durch den UN-Sicherheitsrat erforderlich ist. Auch sei Hilfe mit technischer Ausrüstung wie etwa Überwachungsdrohnen wichtiger als Waffenlieferungen.
Im Juli 2017 einigten sich die EU-Regierungen darauf, vorübergehend auch die Bezahlung der in EU-Ausbildung befindlichen Rekruten der libyschen Küstenwache in Höhe von wöchentlich 100 Euro zu übernehmen. Diese Diskussion habe monatelang die Fortführung dieser Ausbildung blockiert.
Internationale Medien berichteten, dass trotz EU-Finanzierung und -Ausbildung einige Einheiten der libyschen Küstenwache mit Gewalt gegen Migranten vorgingen.

#### Verzögerte Verlängerung durch Italien 2017 und Verlängerung bis Ende 2018
Italien hatte sich 2015 damit einverstanden erklärt, die während des Einsatzes geretteten Migranten in italienische Häfen anzulanden. Damals sei nicht absehbar gewesen, dass die für den Kampf gegen Schleuserkriminalität entsandten EU-Schiffe mehrere zehntausend Menschen aus Seenot retten würden. Im ersten Halbjahr 2017 kamen so mehr als 93.000 Menschen an der italienischen Küste an. Das Land komme an seine Kapazitätsgrenzen.
Italien verhinderte Mitte Juli 2017 zunächst die Verlängerung des EU-Militäreinsatzes der Operation SOPHIA. Die italienische Regierung hatte kurzfristig weiteren Prüfbedarf angekündigt, weshalb die EU-Außenminister nicht wie geplant ein erweitertes Mandat für die Operation SOPHIA beschließen konnten. Beobachter gingen davon aus, dass Italien erreichen wollte, dass die europäischen Partner mehr Migranten aufnehmen. Die EU-Länder waren daraufhin uneinig, wie der Einsatz fortgeführt werden sollte. Die deutsche Bundesregierung forderte eine Verlängerung von SOPHIA und stellte eine Unterstützung Italiens in Aussicht. Stärkster Gegner einer Fortführung in dem bisherigen Maß war Österreich mit seinem Außenminister Kurz (ÖVP).
Am 25. Juli 2017, zwei Tage vor Ende der Mission, gab Italien seinen Widerstand auf; die EU ließ über die Außenbeauftragte Mogherini bekanntgeben, dass man einstimmig beschlossen habe, die Operation bis Ende 2018[veraltet] zu verlängern. Die Aufgaben wurden erweitert um die Beobachtung der Effektivität der Ausbildung der libyschen Küstenwache, Aufklärung bezüglich illegaler Ölexporte aus Libyen selbst zu betreiben und einen besseren Informationsaustausch zwischen den Strafverfolgungsbehörden der EU-Mitgliedstaaten, Frontex und Europol zu gewährleisten. Die italienischen Vertreter gaben ihren Widerstand gegen die Mission auf, nachdem die EU-Kommission Italien weitere 100 Millionen Euro zur Beschleunigung von Asylverfahren und die Flüchtlingshilfe versprochen hatte. Weiter sicherte die Kommission Italien zu, die Umsiedlung von Neuankömmlingen aus Italien in andere EU-Länder zu beschleunigen.
Mitte Juli 2018 teilte der italienische Außenminister Enzo Moavero Milanesi der EU-Außenbeauftragten Federica Mogherini mit, dass Italien künftig die Aufnahme von im Rahmen der Operation Sophia geretteten Migranten verweigern will. In einem Schreiben teilte Milanesi Mogherini mit, Italien sei „unter den derzeitigen Umständen nicht mehr in der Position“, dem Operationsplan des Sophia-Einsatzes „zuzustimmen und sich entsprechend zu verhalten“. Am 19. Juli 2018 begannen die zuständigen Botschafter im Politischen und Sicherheitspolitischen Komitee (PSK) der EU über alternative Lösungen zur Verteilung der betroffenen Migranten zu beraten. Ein Konsens sei dabei bislang nicht gefunden worden.
Über die Weiterverteilung der mandatsgemäß nach Italien gebrachten Geretteten konnten sich die EU-Staaten nicht einigen, so dass Italien im Sommer 2018 drohte, den Zugang zu italienischen Häfen nicht nur für private, sondern auch für Marine-Seenotretter zu sperren.
Ende August 2018 berichtete der Spiegel, die von Italien geführte Leitstelle für die Seenotrettung im Mittelmeer setze die Kriegsschiffe der EU-Mitgliedsstaaten nicht mehr für Rettungsmissionen ein. Dabei berief sich das Magazin auf hochrangige Marineoffiziere. Bereits seit dem Frühsommer 2018, sei kein einziges EU-Schiff mehr von der MRSC Rom zu einem Rettungseinsatz entsendet worden. Stattdessen kreuzen die Schiffe der Operation weit entfernt von der libyschen Küste und beobachten mit Sensoren die Schleppertätigkeiten auf dem Mittelmeer. Aus Sicht der Bundeswehr sabotierte Italien die Rettung von Flüchtlingen durch die EU-Schiffe der Mission „Sophia“ schon seit Monaten massiv. Verteidigungsministerin Ursula von der Leyen gab genau diese Begründung an, als sie im Januar 2019 erklärte, die deutschen Schiffe würden durch die italienische Operationsführung nur in entlegene Teile des Mittelmeeres beordert, weit entfernt von Schmuggel- und Flüchtlingsrouten. Sie zog deshalb die deutschen Schiffe vorläufig aus der Operation ab.

#### Verlängerung bis September 2019 und Ende des Einsatzes von Schiffen
Bei der turnusmäßigen Verlängerung der Mission Sophia im März 2019 wurde die Fortführung bis zum 30. September 2019 beschlossen, aber wegen der offenen Verteilungsfrage bezüglich geretteter Migranten der Einsatz seegängiger Einheiten ausgesetzt. Das UNHCR nannte diese faktische Einstellung der Seenotrettung einen bedrückenden Rückschlag für ein Europa der Humanität.
Aktivisten aus Deutschland und vereinzelte Politiker forderten im Sommer 2019 die Wiederaufnahme von Sophia als Rettungsmission, konnten sich aber gegen die Mehrheit der EU-Staaten nicht durchsetzen.

## Rechtsgrundlage
In einer, auf der außerordentlichen Tagung des Europäischen Rates vom 23. April 2015 beschlossenen Erklärung „[…] wird die Hohe Vertreterin ersucht, unverzüglich mit den Vorbereitungen für eine eventuelle GSVP-Operation […] zu beginnen […]“, die den Zweck verfolgt, „[…] Schleppernetze zu zerschlagen, die Täter vor Gericht zu stellen und ihre Vermögenswerte zu beschlagnahmen […]“.
Am 18. Mai 2015 hat sich der Europäische Rat mit dem Beschluss (GASP) 2015/778 vom 18. Mai 2015 auf die Durchführung einer militärischen Krisenbewältigungsoperation (EUNAVFOR MED) geeinigt, deren Auftrag es ist, dazu beizutragen, „[…] das Geschäftsmodell der Menschenschmuggel- und Menschenhandelsnetze im südlichen zentralen Mittelmeer zu unterbinden […], indem systematische Anstrengungen unternommen werden, um Schiffe und an Bord befindliche Gegenstände, die von Schleusern oder Menschenhändlern benutzt oder mutmaßlich benutzt werden, in Einklang mit dem anwendbaren Völkerrecht, einschließlich des SRÜ [Seerechtsübereinkommen der Vereinten Nationen. Abgeschlossen in Montego Bay am 10. Dezember 1982 – Anm. d. Verf.] und etwaiger Resolutionen des Sicherheitsrates der Vereinten Nationen, auszumachen, zu beschlagnahmen und zu zerstören.“ Nachdem das Politische und Sicherheitspolitische Komitee (PSK) der EU am 19. Juni 2015 den gesamten Operationsplan der EU-Militärmission EUNAVFOR MED gebilligt hatte, stimmten am 22. Juni 2015 in Luxemburg auch die EU-Außenminister zu. Mit dem Beschluss (GASP) 2015/972 des Rates der Europäischen Union vom 22. Juni 2015 erfolgte die Einleitung der Militäroperation.
Am 28. September 2015 beschloss das Politische und Sicherheitspolitische Komitee, dass „[d]ie Militäroperation der Europäischen Union im südlichen zentralen Mittelmeer (EUNAVFOR MED) […] mit Wirkung ab dem 7. Oktober 2015 in die zweite Phase gemäß Artikel 2 Absatz 2 Buchstabe b Ziffer i des Beschlusses (GASP) 2015/778 ein[tritt].“
Auf Vorschlag des Befehlshabers der Operation vom 24. September 2015 und auf Vorschlag der Hohen Vertreterin der Union für Außen- und Sicherheitspolitik hat der Rat der Europäischen Union am 26. Oktober 2015 mit sofortiger Wirkung die Änderung des Namens der Operation von „EUNAVFOR MED“ zu „EUNAVFOR MED Operation SOPHIA“ beschlossen.

### Deutsche Beteiligung und Mandat
Während die Bundesregierung die Operation EUNAVFOR MED in deren erster Phase – in der diese eine reine Aufklärungsoperation war – selbst mit einem Mandat ausstatten konnte, musste für die zweite Phase der EUNAVFOR MED, den bewaffneten Kampf gegen Schleuser, das Mandat des Deutschen Bundestages eingeholt werden, da es sich um einen Kriegseinsatz der Bundeswehr handelt. Am 16. September 2015 beschloss die Bundesregierung die „[…] Beteiligung bewaffneter deutscher Streitkräfte an der EU-Operation EUNAVFOR MED zur Unterbindung des Geschäftsmodells der Menschenschmuggel- und Menschenhandelsnetzwerke im südlichen und zentralen Mittelmeer […]“ und reichte am gleichen Tage einen Antrag auf Zustimmung zu dieser Beteiligung beim Deutschen Bundestag ein.
Dieser wurde am 24. September 2015 im Plenum des Deutschen Bundestages beraten und an mehrere Ausschüsse überwiesen. Am 29. September 2015 legte der Auswärtige Ausschuss seine Beschlussempfehlung samt Bericht zu dem Antrag der Bundesregierung vor, am 30. September der Haushaltsausschuss seinen Bericht gemäß § 96 der Geschäftsordnung.
Am 1. Oktober 2015 beriet der Deutsche Bundestag im Plenum über die Beschlussempfehlung und die Berichte. Er nahm die Beschlussempfehlung in namentlicher Abstimmung mit 449 Ja- zu 116 Nein-Stimmen bei 2 Enthaltungen an. Zwei Entschließungsanträge der Oppositionsfraktionen dazu wurde abgelehnt. Damit wurden die rechtlichen Voraussetzungen für den Beginn des bewaffneten Einsatzes geschaffen. Im europäischen Kontext hatten vor allem Großbritannien, Frankreich und Italien auf einen schnellen Beginn der Schleuserjagd im Rahmen der EUNAVFOR MED gedrängt. Am 7. Juli 2016 stimmte der Deutsche Bundestag in namentlicher Abstimmung mit fast allen Stimmen der Regierungsfraktionen gegen die Stimmen der Oppositionsfraktionen für die Fortsetzung und Erweiterung des deutschen Einsatzes. Das neue Mandat war, unter Vorbehalt der Verlängerungen des Beschlusses des Rates der EU sowie der UN-Resolutionen, bis zum 30. Juni 2017 befristet.
Am 23. Januar 2019 gab Verteidigungsministerin von der Leyen bekannt, dass die deutschen Schiffe vorerst aus der Operation abgezogen werden. Die Marinesoldaten hätten seit Monaten keinen sinnvollen Auftrag ausführen können, da das italienische EUNAFOR MED Kommando die deutschen Schiffe immer in Seegebieten weitab der relevanten Schmuggelrouten eingesetzt habe. Brüssel müsse die Ziele der Operation klar definieren. Die Linke warf der Bundesregierung vor, vor der rechten italienischen Regierung einzuknicken und forderte, die militärische durch eine zivile Rettungsmission zu ersetzen.
Nachdem der Bundestag im Juni 2018 letztmals das Mandat verlängert hatte, kündigte das deutsche Verteidigungsministerium Anfang Juni 2019 den Rückzurück seines verbliebenen Personals aus der Einsatzführung in Rom zum Mandatsende an.

### Resolution 2240 (2015) des Sicherheitsrates der Vereinten Nationen
Am 9. Oktober 2015 verabschiedete der Sicherheitsrat der Vereinten Nationen die Resolution 2240 (2015). Unter anderem ermächtigte er in dieser Resolution, die tätig werdenden Mitgliedsstaaten „[…] für einen Zeitraum von einem Jahr ab dem Datum der Verabschiedung der Resolution […], auf hoher See vor der Küste Libyens Schiffe zu kontrollieren, die ihnen hinreichenden Gründe für den Verdacht liefern, dass sie für die Schleusung von Migranten oder den Menschenhandel aus Libyen verwendet werden, sofern diese Mitgliedsstaaten und Regionalorganisationen sich redlich um die Zustimmung des Flaggenstaats des betreffenden Schiffes bemühen, bevor sie von der […] Ermächtigung Gebrauch machen“ und aufgrund der zuvorgenannten „[…] Ermächtigung […] kontrollierte Schiffe, die nachweislich für die Schleusung von Migranten oder den Menschenhandel aus Libyen verwendet werden, zu beschlagnahmen […]“.
Die Resolution verweist darauf, dass das im Seerechtsübereinkommen der Vereinten Nationen vom 10. Dezember 1982 niedergelegte Völkerrecht den rechtlichen Rahmen für Meerestätigkeiten vorgibt. Sie bekräftigt das Übereinkommen der Vereinten Nationen gegen die grenzüberschreitende organisierte Kriminalität sowie sein Zusatzprotokoll gegen die Schleusung von Migranten auf dem Land-, See- und Luftweg und sein Zusatzprotokoll zur Verhütung, Bekämpfung und Bestrafung des Menschenhandels, insbesondere des Frauen- und Kinderhandels und verweist auf seine Zusatzprotokolle insgesamt. Ferner weist die Resolution auf das Internationale Übereinkommen zum Schutz des Menschlichen Lebens auf See und das Internationale Übereinkommen über den Such- und Rettungsdienst auf See hin.
Der Sicherheitsrat hat das zunächst auf ein Jahr befristete Mandat regelmäßig um ein weiteres Jahr verlängert, zuletzt durch Resolution 2437 (2018) vom 3. Oktober 2018.
Daraufhin erließ das Politische und Sicherheitspolitische Komitee der Europäischen Union am 20. Januar 2016 den Beschluss, „[d]ie Militäroperation der Europäischen Union im südlichen zentralen Mittelmeer (EUNAVFOR MED Operation SOPHIA) […] [zu] ermächtig[en], gemäß den in der Resolution 2240 (2015) des VN-Sicherheitsrats festgelegten Bedingungen während des in dieser Resolution festgesetzten und vom Sicherheitsrat später gegebenenfalls zu verlängernden Zeitraums im Einklang mit dem Beschluss (GASP) 2015/778 auf hoher See Schiffe anzuhalten, zu durchsuchen, zu beschlagnahmen und umzuleiten, bei denen der Verdacht besteht, dass sie für Menschenschmuggel oder Menschenhandel benutzt werden.“

#### Bewertung
Im Mai 2016 kam ein Bericht im Britischen Parlament zum Schluss, dass die EUNAVFOR MED Operation SOPHIA ein völliger Fehlschlag sei und sich zum Magneten für Migranten entwickelt habe und Schmugglern das Geschäft erleichtere. Die Zerstörung der Schmuggler-Boote habe nur dazu geführt, dass die auf billige Schlauchboote umgestiegen seien, die die Überfahrt lebensgefährlich machen. Die Operation SOPHIA funktioniere nur als Seenotrettungsmission.
Im Juli 2017 kam eine britische Kommission des Oberhauses erneut zu dem Schluss, dass SOPHIA nicht verlängert werden solle. Das Ziel, das Geschäft der Menschenschmuggler zu stören, sei verfehlt worden. Die Rettung von Schiffbrüchigen sei zwar lobenswert, könne aber besser von geeigneteren zivilen Schiffen übernommen werden.
Nach EU-Angaben war die Mission Sophia von 2015 bis 2019 an der Rettung von knapp 730.000 Flüchtlingen beteiligt.

## Organisation
Die politische Kontrolle und strategische Leitung der EUNAVFOR MED Operation SOPHIA wird vom Politischen und Sicherheitspolitischen Komitee (PSK) wahrgenommen, unter der Verantwortung des Rates und der Hohen Vertreterin der Europäischen Union für Außen- und Sicherheitspolitik. Die ordnungsgemäße Durchführung der EUNAVFOR MED Operation SOPHIA überwacht der Vorsitzende des Militärausschusses der EU unter Verantwortung des Befehlshabers der EU-Operation Konteradmiral Enrico Credendino. In ihrer Rolle als erste Ansprechpartnerin wird die Hohe Vertreterin unterstützt vom Europäischen Auswärtigen Dienst (EAD) der Europäischen Union. Das operative Hauptquartier (d. h. das Hauptquartier auf der militärstrategischen Ebene) der EUNAVFOR MED Operation SOPHIA befindet sich in Rom (Italien). Deputy Operation Commander ist der Admiral der französischen Marine Gilles Humeau. Die italienische Marine stellt das Flaggschiff und hat de facto die Führung der militärischen Krisenbewältigungsoperation.

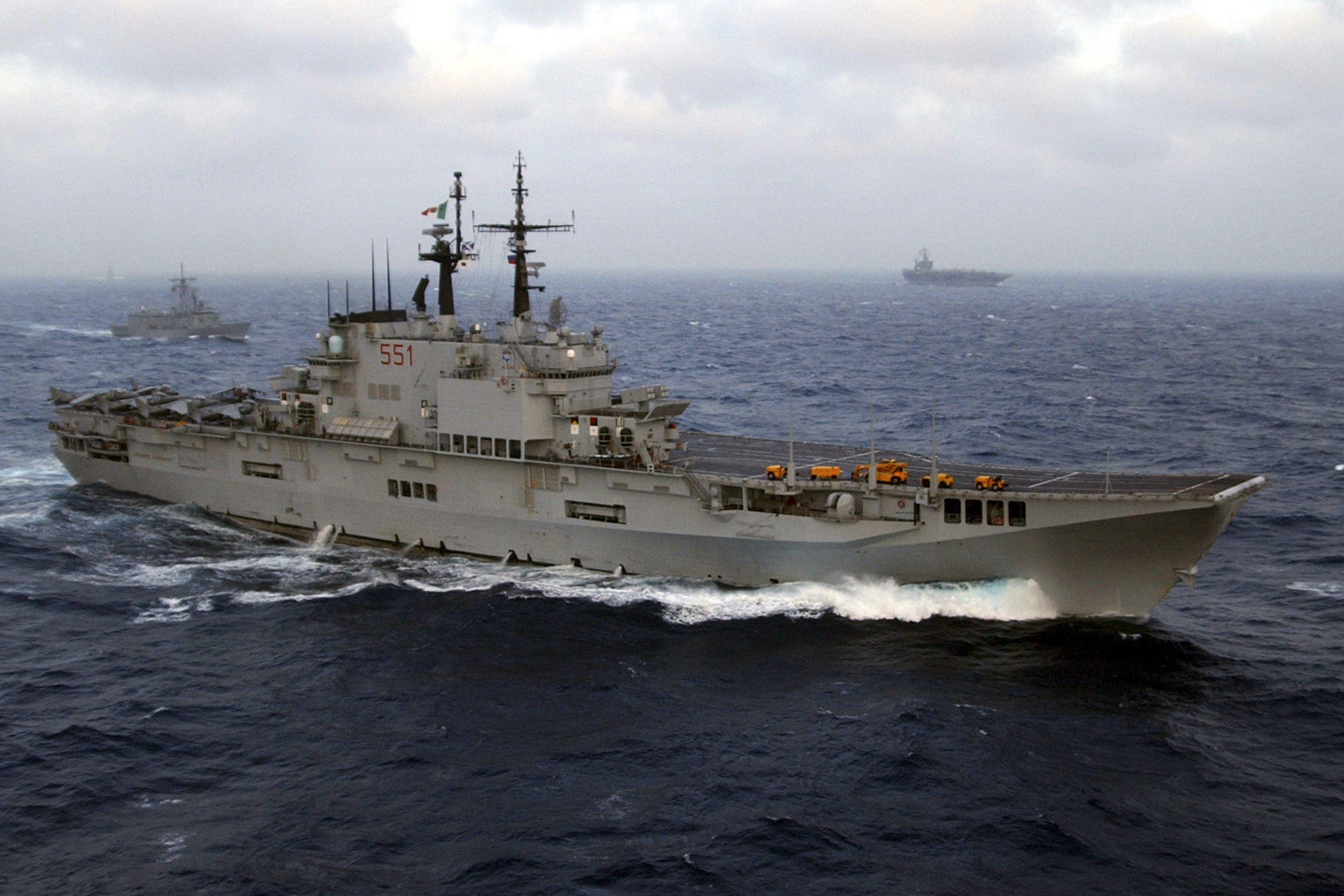
Der italienische Flugzeugträger Giuseppe Garibaldi, Flaggschiff der EUNAVFOR MED Operation SOPHIA seit Juni 2016

Die beteiligten Schiffe variieren nach dem Rotationsprinzip. Das Flaggschiff ist seit Juni 2016 der italienische Hubschrauberträger Giuseppe Garibaldi. Im ersten Jahr der Operation war es der italienische Flugzeugträger Cavour auf dem sich auch der Erste Commander Task Force (CTF, Befehlshaber in See) Flottillenadmiral Andrea Gueglio mit seinem Stab einschiffte. Mit Stand 1. Juli 2016 wurden weitere vier Schiffe sowie drei Flugzeuge und drei Hubschrauber eingesetzt. Großbritannien beteiligte sich mit dem Aufklärungs- und Forschungsschiff HMS Enterprise. Insgesamt waren bisher zu unterschiedlichen Zeiten 19 verschiedene Schiffe sowie diverse Flugzeuge und Hubschrauber an der Operation beteiligt.
Die Seenotleitstelle (Maritime Rescue Coordination Centre, MRCC) in Rom (Italien) koordiniert die Rettungseinsätze.

### Beteiligte Nationen

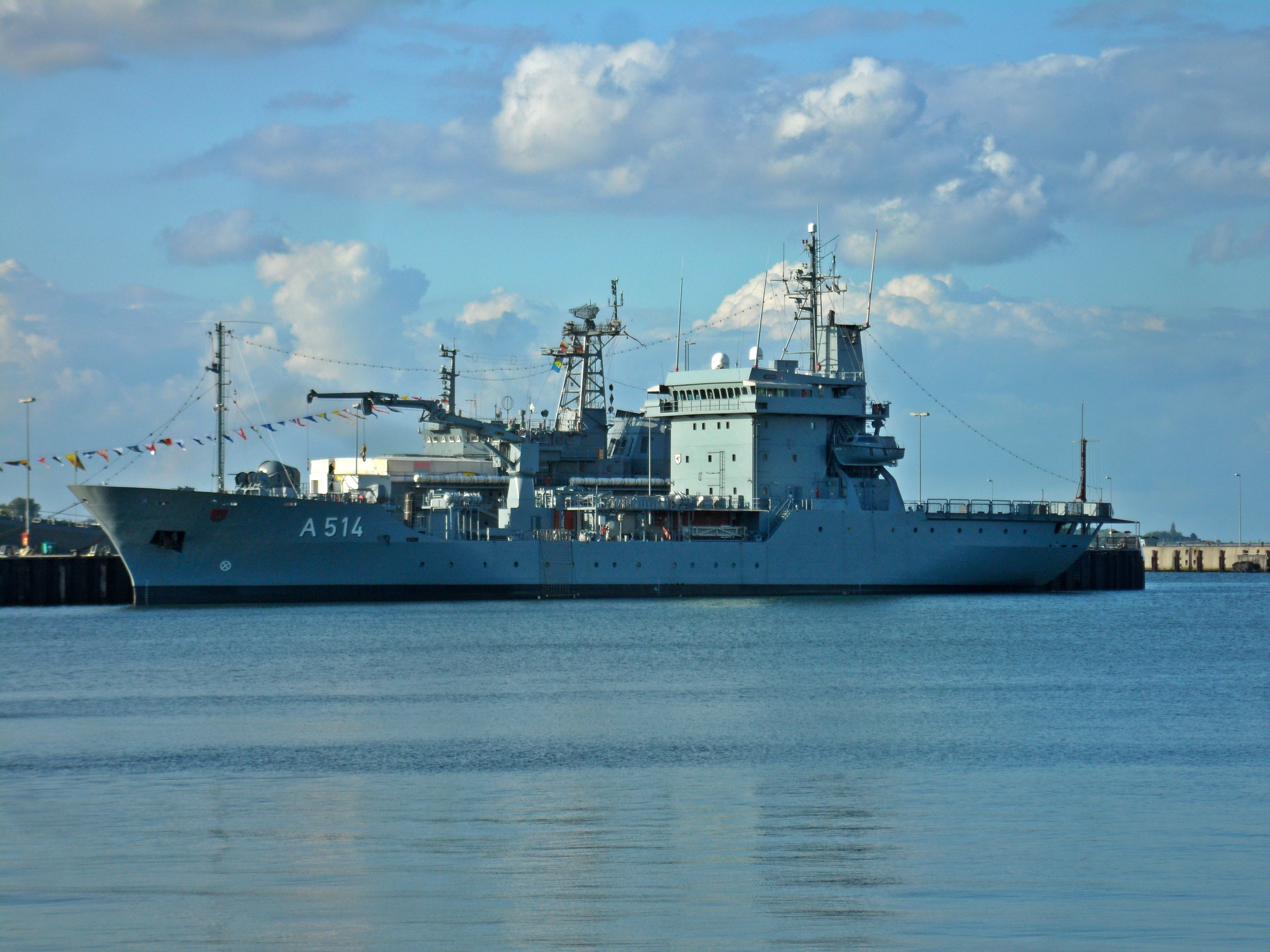
Der deutsche Tender Werra

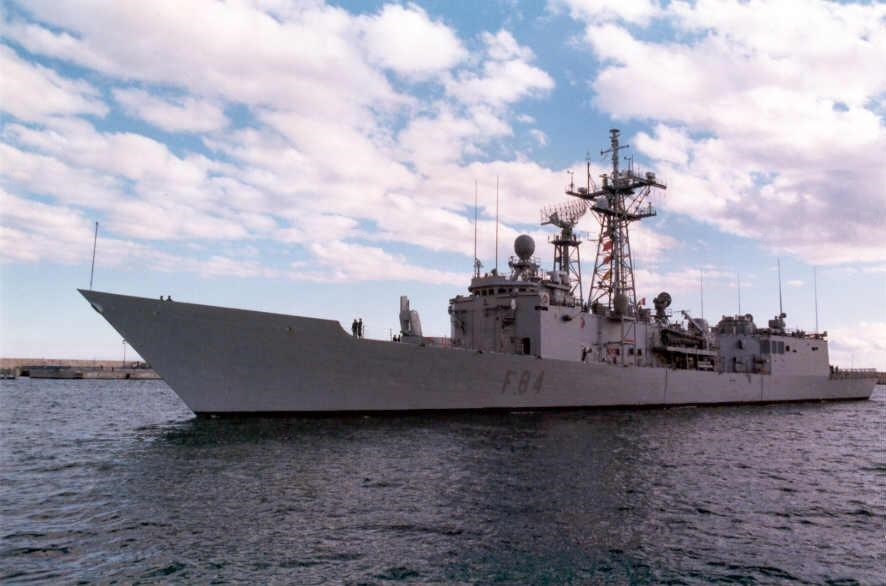
Die spanische Fregatte Reina Sofía

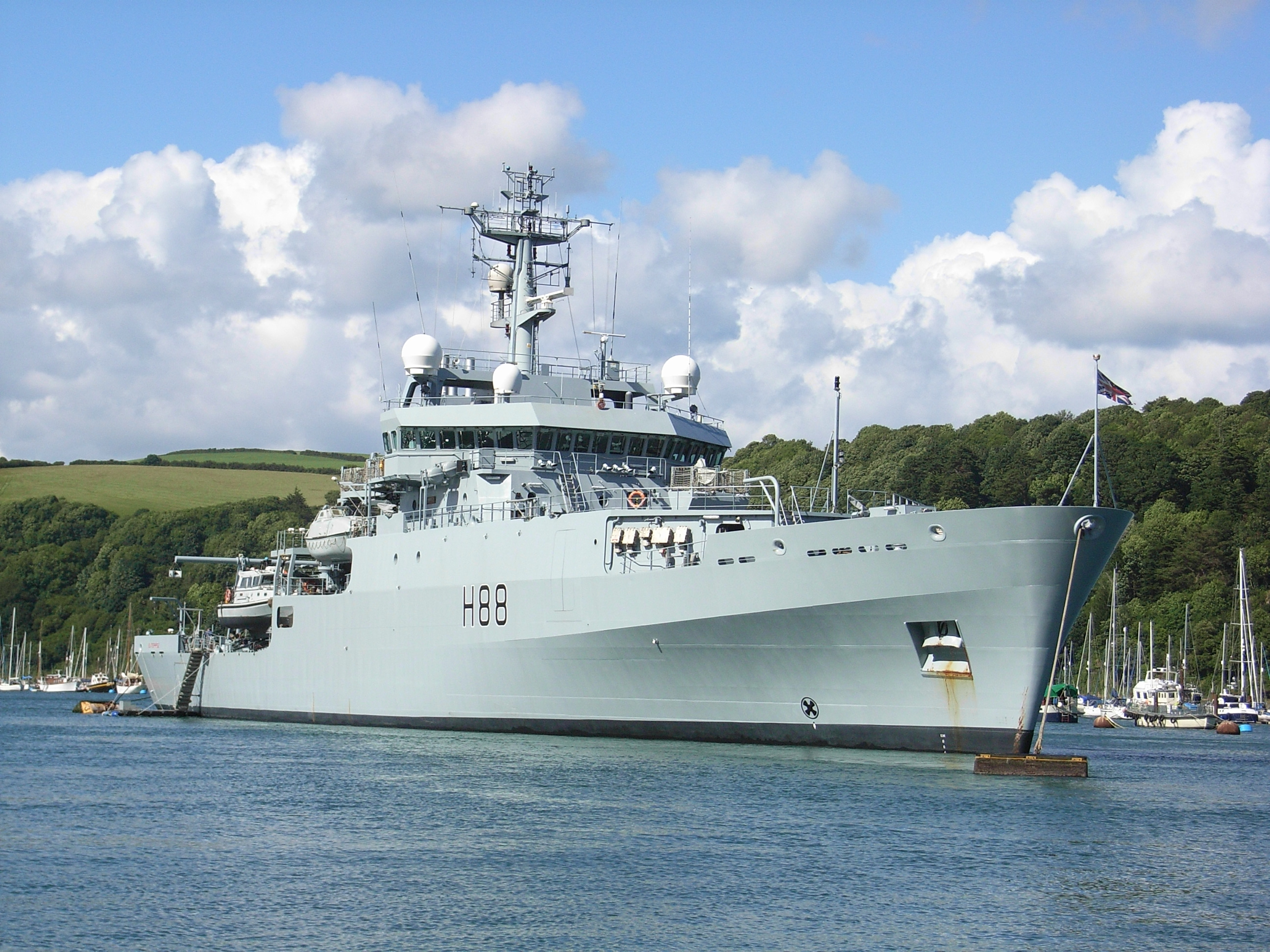
Das britische Forschungsschiff HMS Enterprise

An der EUNAVFOR MED Operation SOPHIA nehmen 25 Mitgliedsstaaten teil:
- Belgien
  - Nicht mehr beteiligt: Fregatte Louise-Marie, Fregatte Leopold I
Nicht mehr beteiligt: Mehrzweckhubschrauber Bluebird ALOUETTE
- Bulgarien
- Deutschland
  - Tender Mosel
Nicht mehr beteiligt: Fregatte Sachsen, Fregatte Mecklenburg-Vorpommern (2. Einsatz), Tender Rhein, Tender Main, Fregatte Mecklenburg-Vorpommern, Tender Werra (2. Einsatz), Minenjagdboot Datteln[54] Einsatzgruppenversorger Frankfurt am Main,[55] Fregatte Karlsruhe, Korvette Ludwigshafen am Rhein, Minenjagdboot Weilheim, Fregatte Augsburg, Einsatzgruppenversorger Berlin, Fregatte Schleswig-Holstein
Nicht mehr beteiligt: Mehrzweckhubschrauber Sea Lynx MK88
- Estland
  - 1 Logistikoffizier im Hauptquartier[56]
- Finnland
  - nicht mehr beteiligt: Boardingteam (12 Mann) an Bord deutscher Einheiten[57][58]
- Frankreich
  - Aviso Lieutenant de vaisseau Le Hénaf
Nicht mehr beteiligt: Aviso Commandant l’Herminier (2. Einsatz), Überwachungsflugzeug Falcon 50, Aviso Commandant Bouan, Fregatte Aconit, Aviso Premier Maître L’Her (2. Einsatz), Offshore Patrol Vessel L’Adroit, Aviso Commandant Blaison, Aviso Commandant Birot, Aviso Commandant Ducuing, Aviso Commandant Birot, Fregatte Courbet, Aviso Premier Maître L’Her, Aviso Enseigne de Vaisseau Jacoubet, Aviso Commandant l’Herminier
Nicht mehr beteiligt: Mehrzweckhubschrauber AS 565 Panther
- Griechenland
  - Nicht mehr beteiligt: Aufklärungsflugzeug Erieye EMB-145H AEW&C
- Irland
- OPV Samuel Beckett
  - Nicht mehr beteiligt: OPV Le Niamh
- Italien
  - Landungsschiff San Giusto (Flaggschiff) 2. Einsatz
Nicht mehr beteiligt: Fregatte Zeffiro, Landungsschiff San Giusto (Flaggschiff), Versorger Etna, Hubschrauberträger Giuseppe Garibaldi[50] Flugzeugträger Cavour[51] Landungsschiff San Giorgio
  - Hubschrauber Mehrzweckhubschrauber AB 212 ASW
Nicht mehr beteiligt: SH 90 NFH, 2 Transport-Hubschrauber EH-101[59]
- Lettland
- Litauen
  - nicht mehr beteiligt: 12 Mann eines Boardingteams an Bord des deutschen Tender Rhein[60]
- Luxemburg
  - Turboprop-Flugzeug SW3 Merlin III[61]
- Malta
- Niederlande
  - Nicht mehr beteiligt: Landungsschiff Rotterdam
- Österreich
  - 8 Stabsoffiziere (2 an Bord des Flaggschiffs, 6 im Hauptquartier)[62]
  - Nicht mehr beteiligt: Boardingteam (15 Soldaten des Jagdkommandos) an Bord des deutschen Tenders Main[63]
- Polen
  - Turboprop-Flugzeug M28-B1R Bryza
- Portugal
  - Nicht mehr beteiligt: Überwachungsflugzeug P-3C Orion CUP + (2. Einsatz)
- Rumänien
- Schweden
- Slowenien
- Patrouillenboot Triglav (2. Einsatz)
  - Nicht mehr beteiligt: Patrouillenboot Triglav
- Slowakei
  - Nicht mehr beteiligt: Boardingteam (10 Soldaten) aus Angehörigen der slowakischen Militärpolizei an Bord deutscher Einheiten[64]
- Spanien
  - Fregatte Numancia (2. Einsatz)
Nicht mehr beteiligt: Fregatte Santa Maria, Versorger Cantabria, Fregatte Canarias der Santa-María-Klasse, Fregatte Navarra, Fregatte Reina Sofia[65], Fregatte Numancia,[66] Fregatte Canarias
  - taktisches Turboprop-Flugzeug CN-235 Vigma D4
Nicht mehr beteiligt: U-Jagd-Flugzeug P3-M Orion
  - Mehrzweckhubschrauber AB 212 ASW[67]
Nicht mehr beteiligt: Transporthubschrauber SH-60B LAMPS III
- Tschechien
  - 3 Stabsoffiziere im Hauptquartier[68]
- Ungarn
- Vereinigtes Königreich
- Aufklärungsschiff Echo (2. Einsatz)
  - Nicht mehr beteiligt: Aufklärungsschiff Echo, Zerstörer Diamond,[69] Aufklärungsschiff Enterprise[70] Fregatte HMS Richmond[71], Landungsschiff RFA Mounts Bay
Nicht mehr beteiligt: Mehrzweckhubschrauber Lynx MK8, Transport-Hubschrauber AW101 (EH 101) MERLIN MK 2, Mehrzweckhubschrauber AgustaWestland AW159 Lynx Wildcat
- Zypern

Die Kosten des Einsatzes übernehmen die Staaten jeweils selbst. Zudem besteht ein EU-Budget im Umfang von 11,82 Mio. Euro für zwölf Monate. Der Mission assoziiert war eine Zeit lang ein Schiff der Isländischen Küstenwache.

Ehemals beteiligte Schiffe
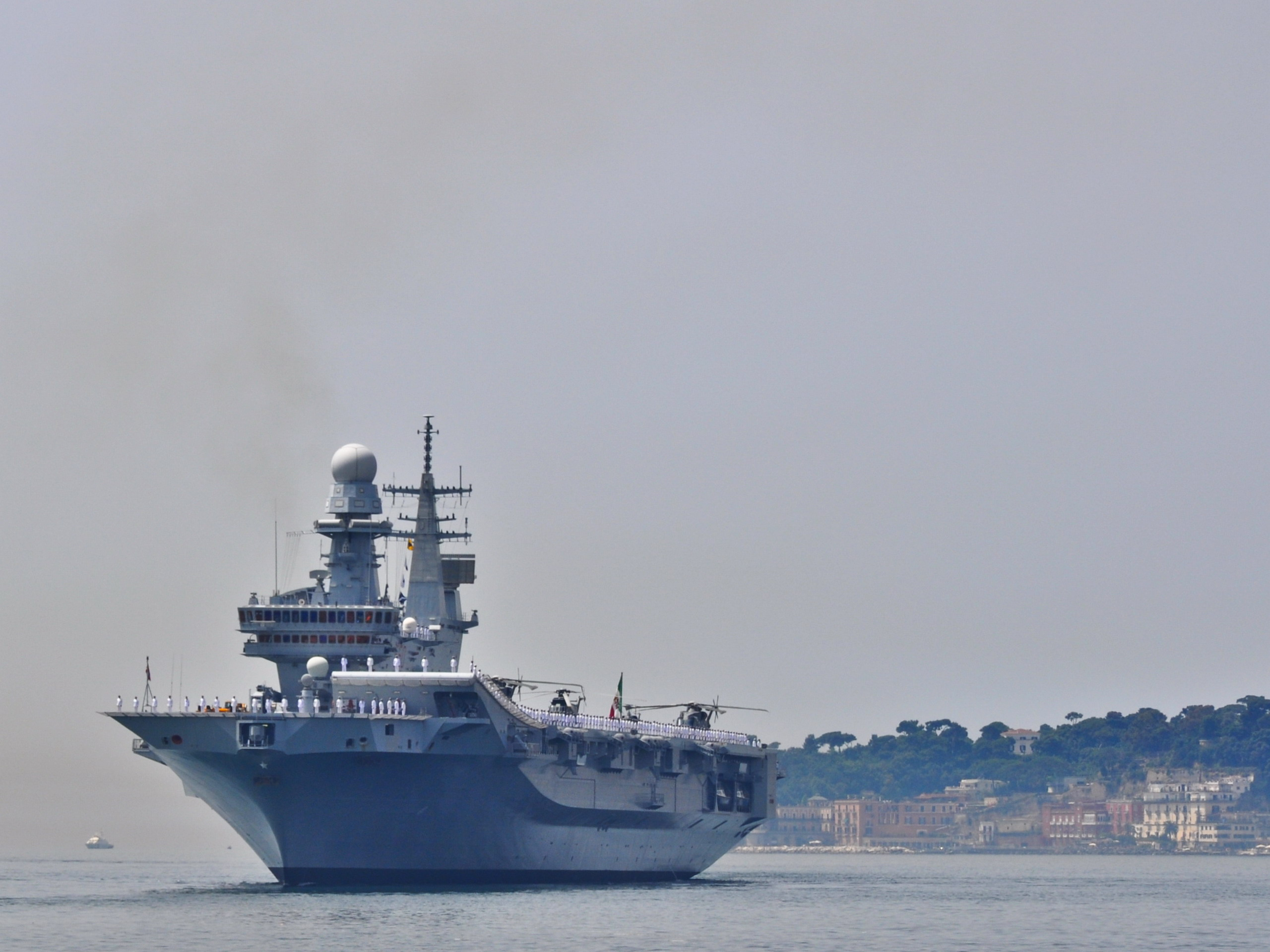
Der italienische Flugzeugträger Cavour, Flaggschiff der EUNAVFOR MED Operation SOPHIA vom Juni 2015 bis in den Juni 2016
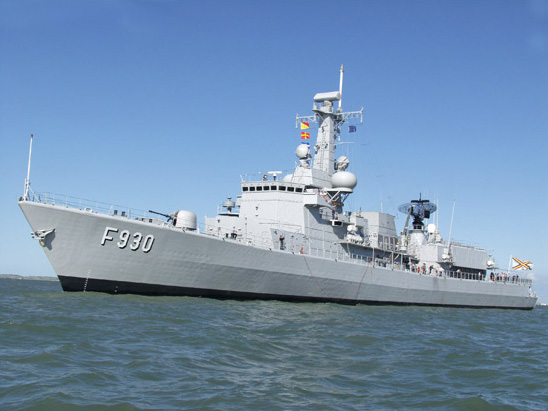
Die belgische Fregatte Leopold I
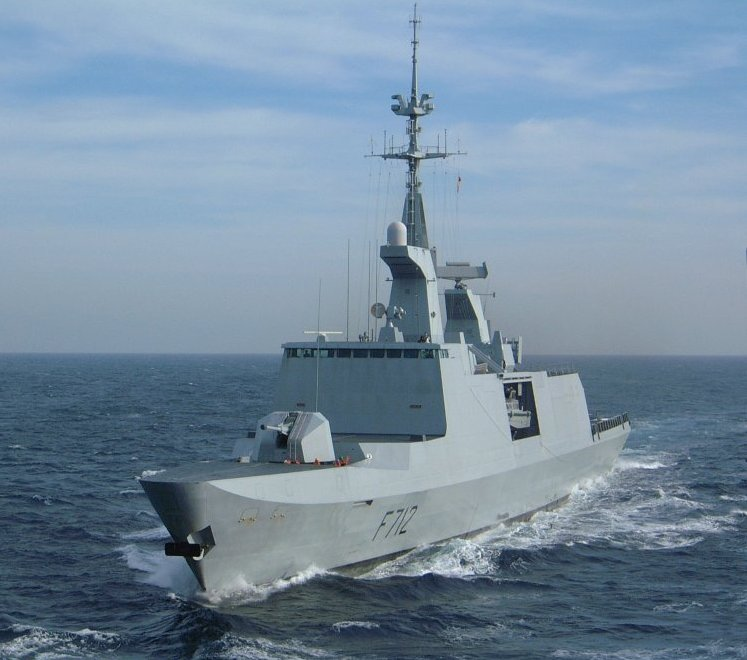
Die französische Fregatte Courbet
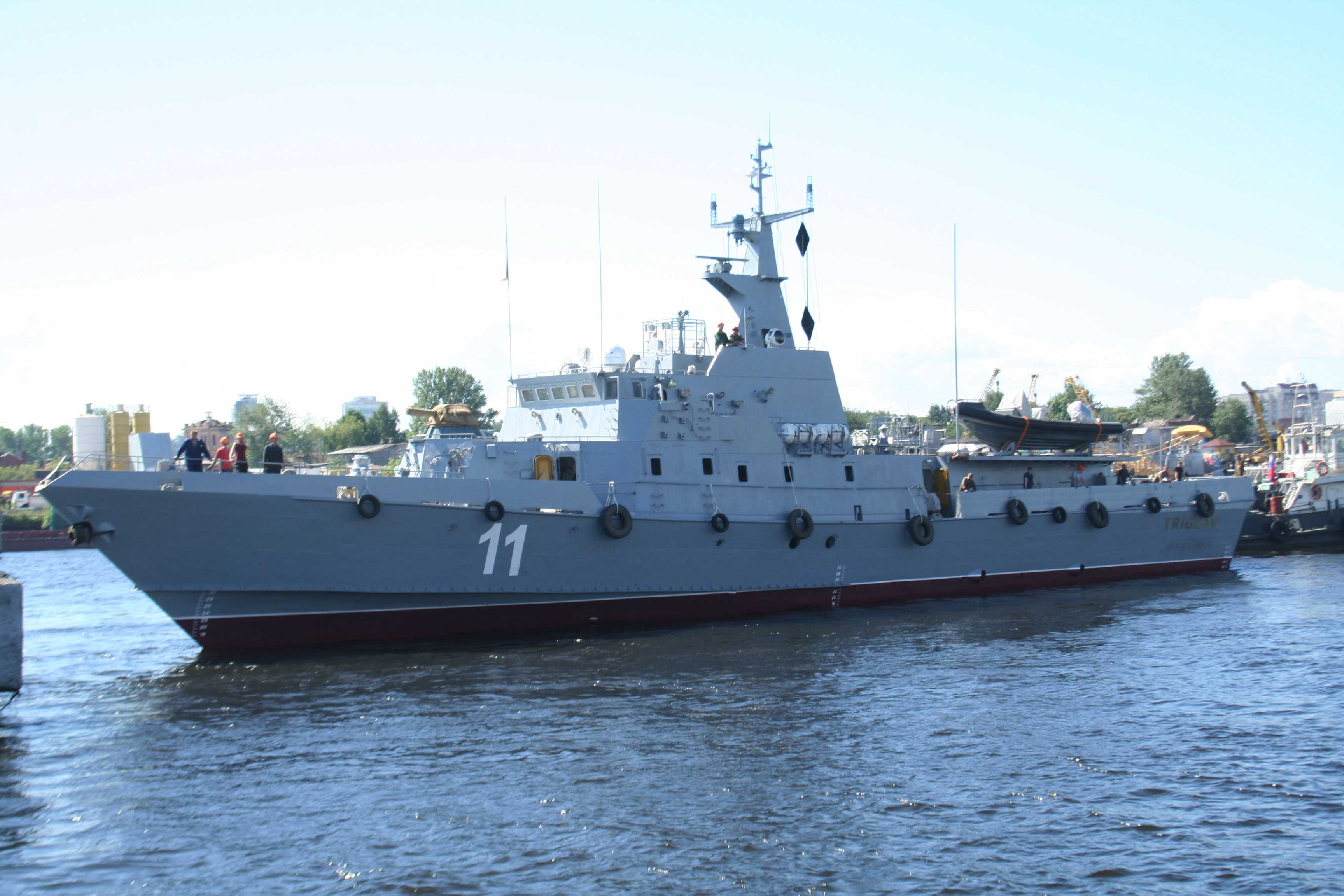
Das slowenische Patrouillenboot Triglav
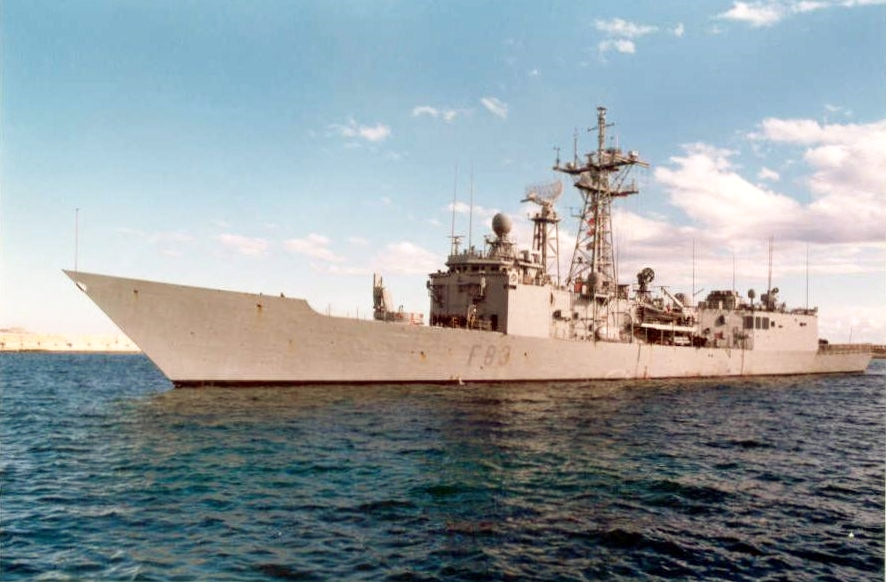
Die spanische Fregatte Numancia
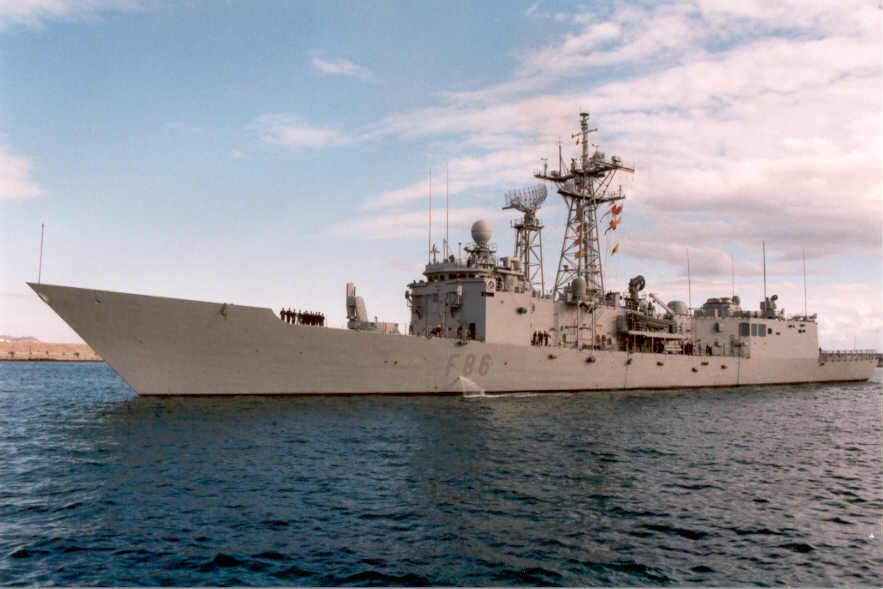
Die spanische Fregatte Canarias
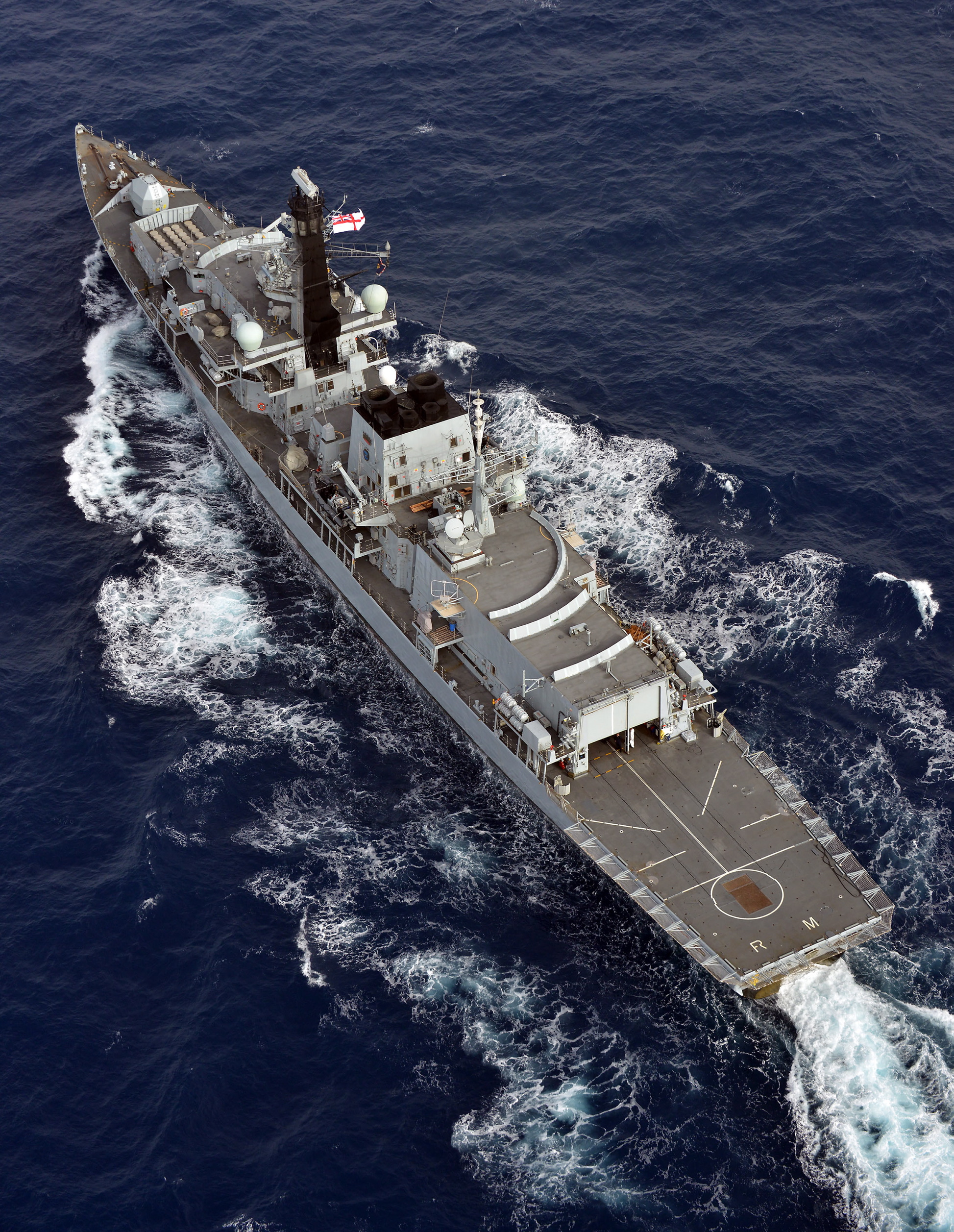
Die britische Fregatte HMS Richmond

#### Beitrag Deutschlands

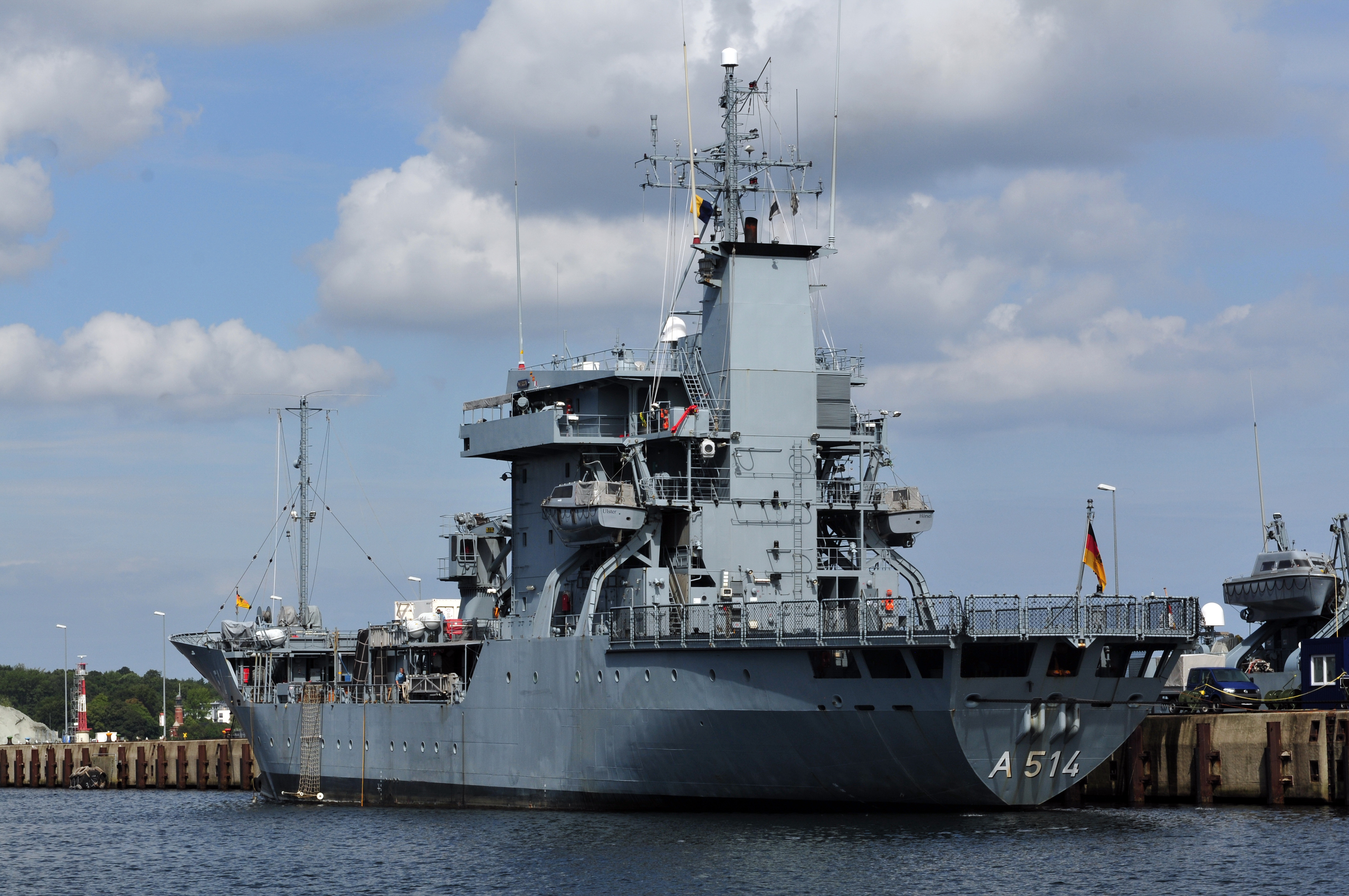
Der Tender Werra der Klasse 404 (Elbe-Klasse)

Schon vor der Einleitung der Operation EUNAVFOR MED beteiligte sich die deutsche Marine seit dem 7. Mai 2015 mit der Fregatte Hessen (F 221) und dem Einsatzgruppenversorger Berlin (Schiff, 2001) an der national organisierten „Seenotrettung Mittelmeer“. Die beiden Schiffe kehrten im Juni 2015 − noch vor der Einleitung der Operation EUNAVFOR MED am 22. Juni − in ihren Heimathafen Wilhelmshaven zurück.
Rund vier Wochen nach Beginn der nationalen „Seenotrettung Mittelmeer“ lösten die Fregatte Schleswig-Holstein vom 2. Fregattengeschwader und der Tender Werra (A 514) vom 5. Minensuchgeschwader die Hessen und die Berlin ab. Am 30. Juni 2015 wurden die beiden Schiffe der am 22. Juni eingeleiteten Operation EUNAVFOR MED unterstellt.
Am 15. Juli 2015 rettete die Werra 211 Menschen aus Seenot, 103 am 15. August und am 19. August weitere 105.
Die Werra wurde am 15. Oktober 2015 vom erneut eingesetzten Einsatzgruppenversorger Berlin abgelöst. Die am 7. November 2015 nach Wilhelmshaven zurückgekehrte Schleswig-Holstein wurde durch die Fregatte Augsburg ersetzt, die 20. November 2015 dort auslief. Die kurzfristig zu einem anderen Einsatz abkommandierte Augsburg wiederum wurde am 3. Dezember 2015 durch das Minenjagdboot Weilheim (M1059) ersetzt.
Am 11. Januar 2016 liefen die Korvette Ludwigshafen am Rhein vom 1. Korvettengeschwader und der Einsatzgruppenversorger Frankfurt am Main zur Teilnahme an der EUNAVFOR MED Operation SOPHIA aus, wobei die Frankfurt am Main die Aufgaben ihres Schwesterschiffes, des Einsatzgruppenversorgers Berlin, zu übernehmen und fortzuführen hatte. Am 30. März löste die Fregatte Karlsruhe die Korvette Ludwigshafen am Rhein ab. Am 16. Juni 2016 wurde die Karlsruhe aus dem Einsatz herausgelöst. Sie wurde am 19. Juni 2016 neues Flaggschiff der Standing NATO Maritime Group Two (SNMG 2) in der östlichen Ägäis. Abgelöst wurde sie und die Frankfurt am Main durch den Tender Werra und das Minenjagdboot Datteln (M1068), die am 20. Juni 2016 gemeinsam ihren Heimathafen Kiel verließen.
Am 14. September 2016 löste die Fregatte Mecklenburg-Vorpommern die Datteln im Hafen von Augusta (Sizilien) ab. Ihr Kommandant, Fregattenkapitän Christian Schultze, wurde Kontingentführer des 4. Deutschen Einsatzkontingentes EUNAVFOR MED Operation SOPHIA. Er folgte auf Fregattenkapitän Torsten Eidam.
Am 17. Oktober 2016 lief der zum 1. U-Bootgeschwader gehörige Tender Main (A 515) unter Kommando von Kapitänleutnant Christian Meyer aus Eckernförde aus. Er löste am 30. Oktober den Tender Werra im Einsatz ab.
Am 14. Dezember 2016 übernahm Fregattenkapitän Uwe Maaß als Kontingentführer des 5. Einsatzkontingents die Führung der deutschen Kräfte. Im Anschluss daran wurde die Mecklenburg-Vorpommern aus dem Einsatz herausgelöst, und kehrte am 23. Dezember nach Wilhelmshaven zurück.
Am 21. März 2017 lief der Tender Rhein unter dem Kommando von Korvettenkapitän Marco Reinisch aus seinem Heimathafen Kiel aus. Er löst den Tender Main im Einsatz ab. Am 5. April 2017 fand im Hafen von Augusta (Italien) der Kontingentwechsel statt. Korvettenkapitän Reinisch übernahm hierbei auch die Aufgabe als Kontingentführer des 6. Einsatzkontingents.
Am 1. Mai konnte der deutsche Tender Rhein mitsamt dem litauischen Enterkommando erstmals in der Geschichte des Einsatzes ein Schiff, das Waffen und Munition nach Libyen schmuggeln sollte, stoppen und die Schmuggelware vernichten. Im April rettete der Rhein über 1000 Personen, am 12. Juli 2017 erneut 919 Menschen aus Seenot. Das an Bord des Tenders eingeschiffte litauische Boardingteam sowie ein begleitendes deutsches Feldnachrichtenteam führten 4 Boardings durch.
Am 16. August 2017 übernahm die Fregatte Mecklenburg-Vorpommern im sizilianischen Hafen von Augusta, den Einsatzauftrag des Tenders Rhein im Mittelmeer. Gleichzeitig wurde die Führung des Kontingents von Korvettenkapitän Marco Reinisch an Fregattenkapitän Christian Schultze, den Kommandanten der Mecklenburg-Vorpommern übergeben. Am 13. September 2017 rettete die Fregatte 134 Menschen aus Seenot. Am 25. Oktober rettete die Fregatte 158 Menschen aus Seenot, am 2. November 2017 erneut 323 Menschen. Eine Frau aus Nigeria brachte am 3. November 2017, mit Unterstützung des Schiffsarztteams, an Bord einen Jungen zur Welt. Am 1. November 2017 führte ein Patrouillenboot der libyschen Küstenwache laut Medienberichten ein aggressives Seemanöver in unmittelbarer Nähe der Mecklenburg-Vorpommern durch; der Chef der libyschen Küstenwache, Kommodore Abdalh Toumia, habe sich später dafür entschuldigt. Mitte Januar 2018 wurde die Mecklenburg-Vorpommern nach fünf Monaten im Einsatzgebiet und insgesamt 700 geretteten Menschen aus dem Einsatz herausgelöst. Das 8. deutsche Einsatzkontingent wird seitdem durch die Fregatte Sachsen unter Führung von Fregattenkapitän Mirko Wilcken gestellt, welcher auch der neue Kontingentführer wurde.
Am 2. Mai 2018 übernahm der Tender Mosel den Einsatzauftrag von der Fregatte Sachsen. Der Einsatz des Tenders und seiner Besatzung ist für 5 Monate anberaumt. Neuer Kontingentführer des deutschen Einsatzkontingentes wurde Fregattenkapitän Ralph Grabow.

Ehemals beteiligte Schiffe der deutschen Marine
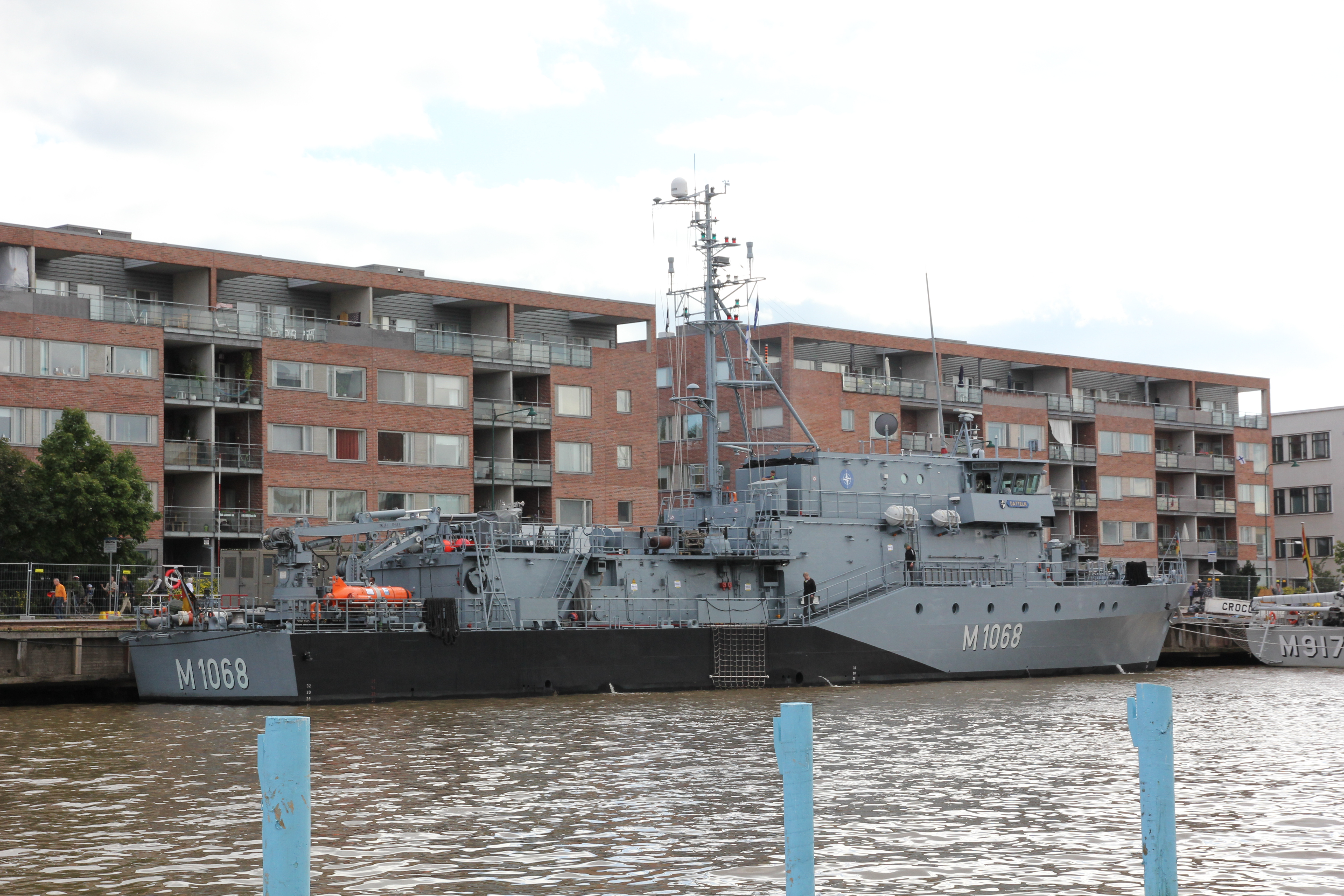
Das Minenjagdboot Datteln (M1068) der Frankenthal-Klasse (Klasse 332)
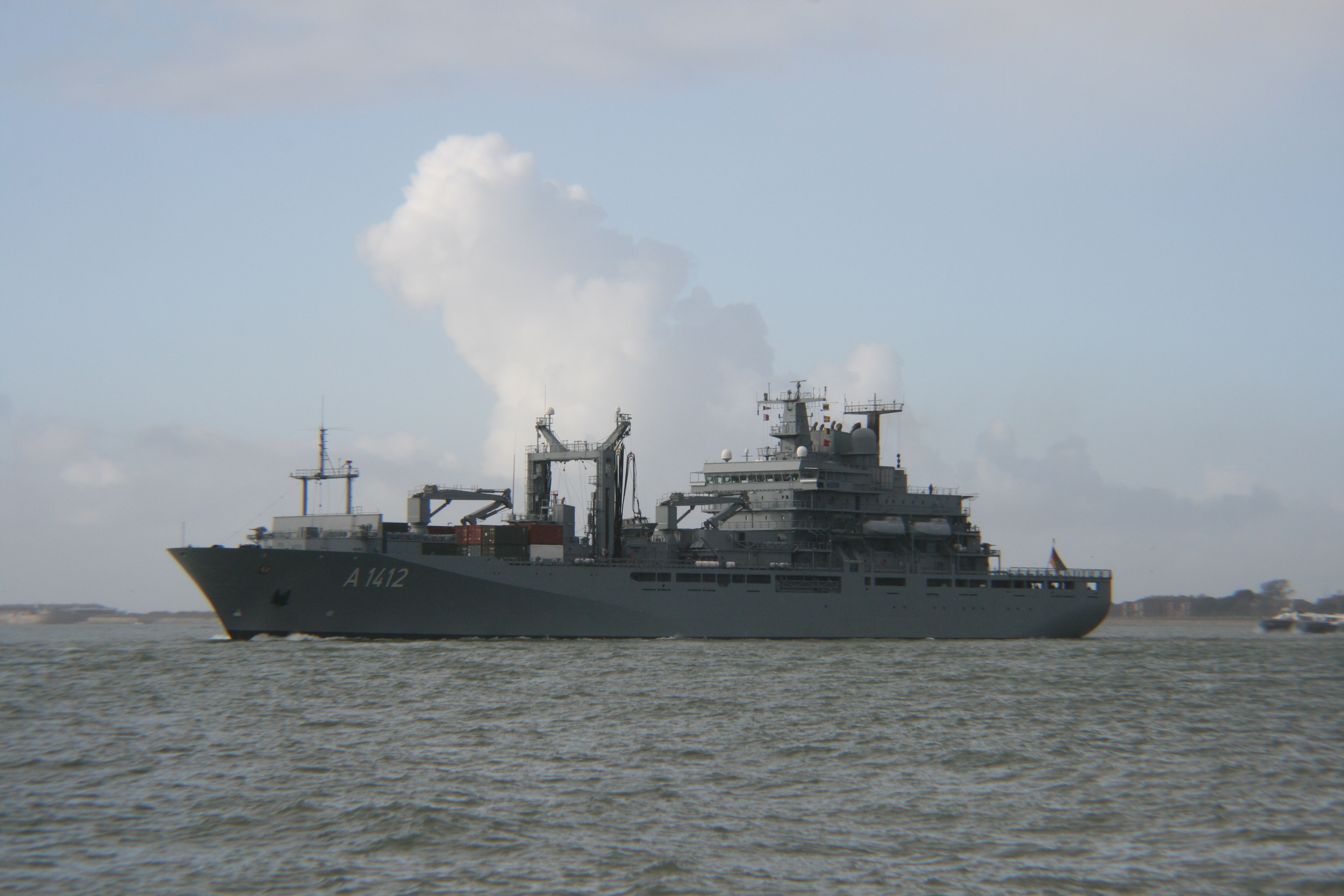
Der Einsatzgruppenversorger Frankfurt am Main der Klasse 702 (Berlin-Klasse)
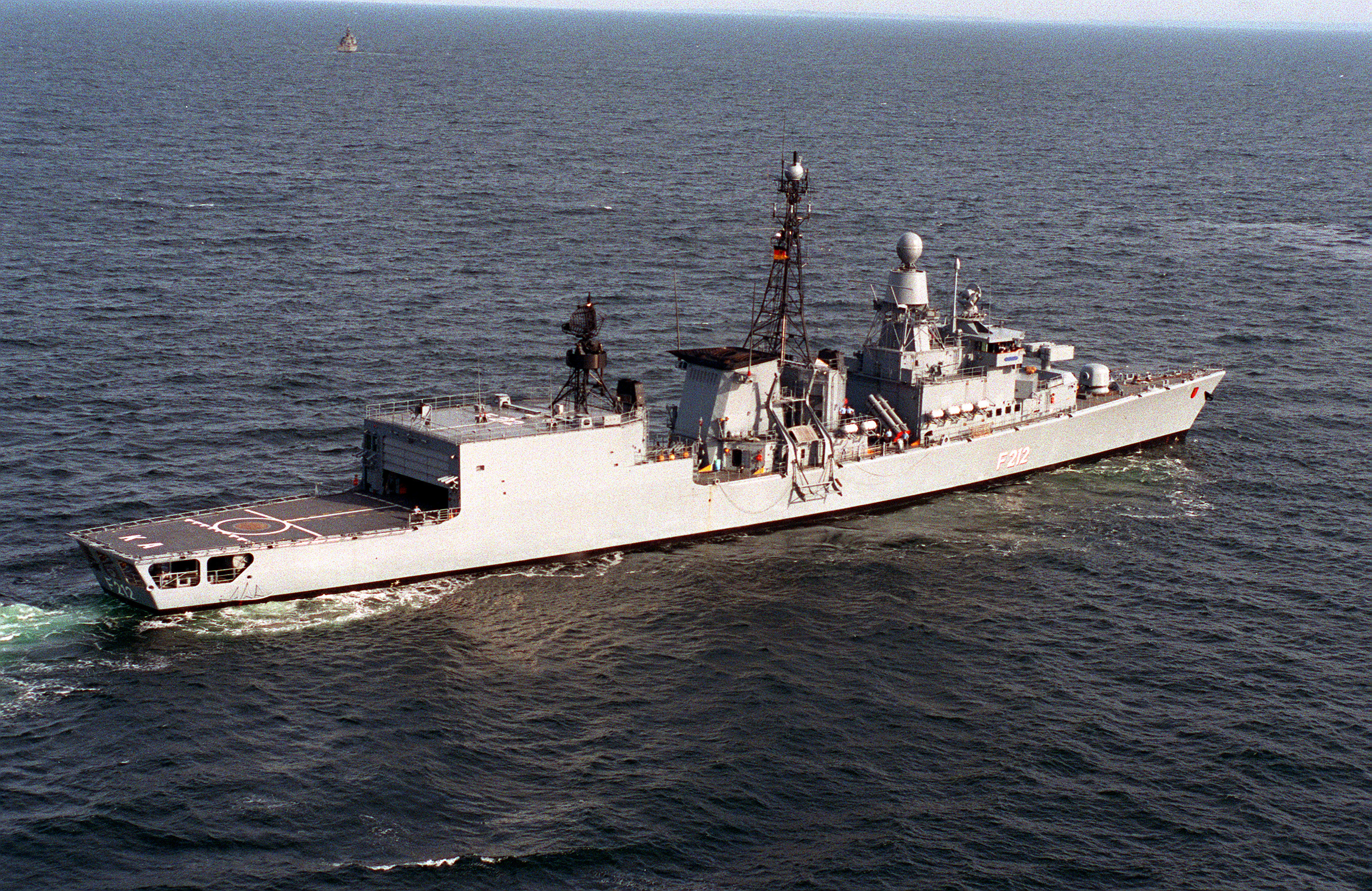
Die Fregatte Karlsruhe der Bremen-Klasse
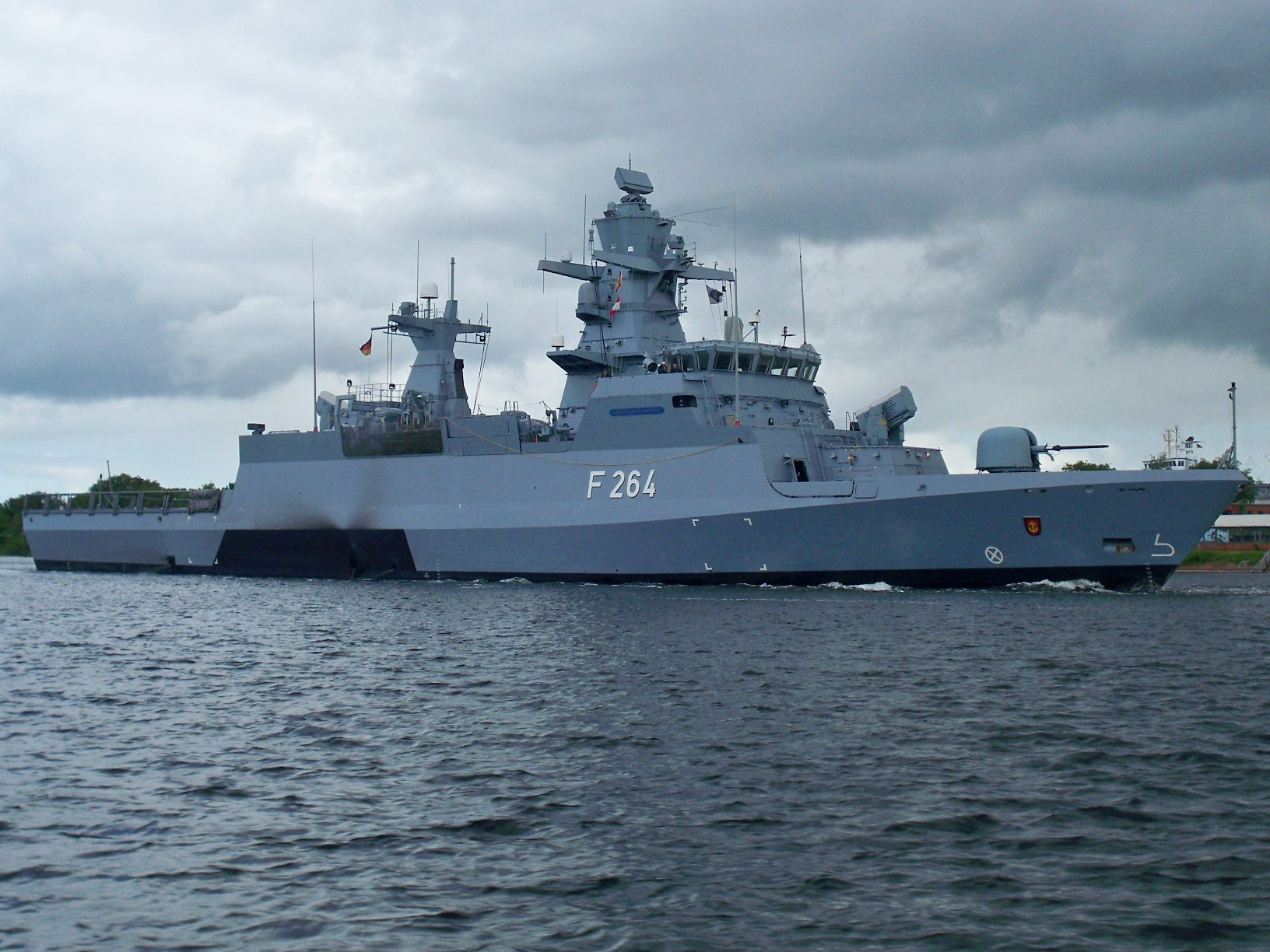
Die Korvette Ludwigshafen am Rhein der Braunschweig-Klasse
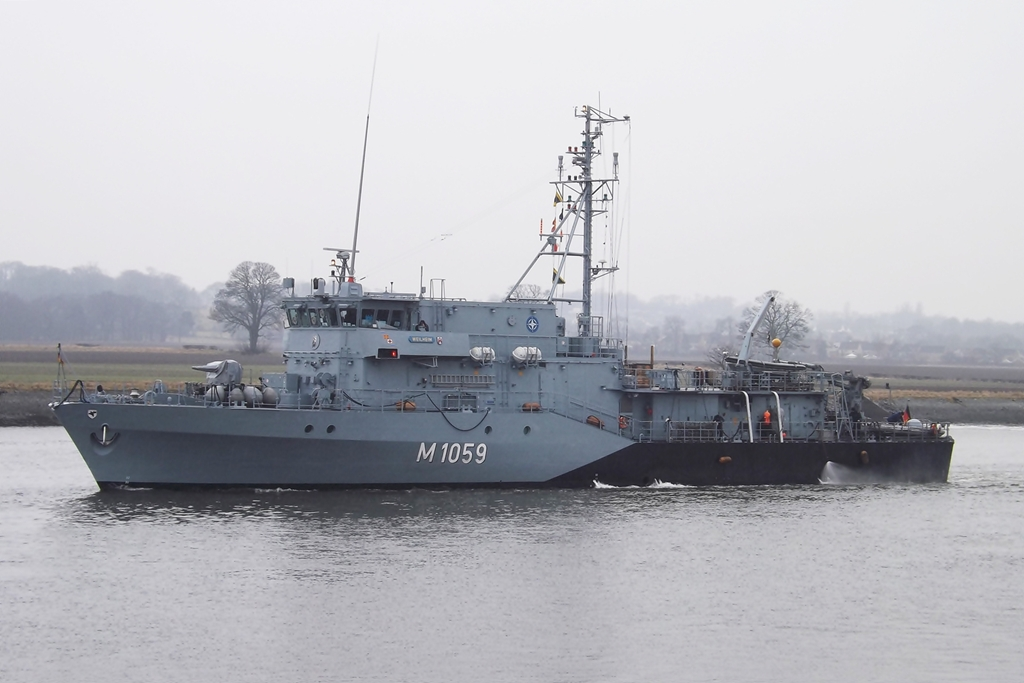
Minenjagdboot Weilheim der Frankenthal-Klasse
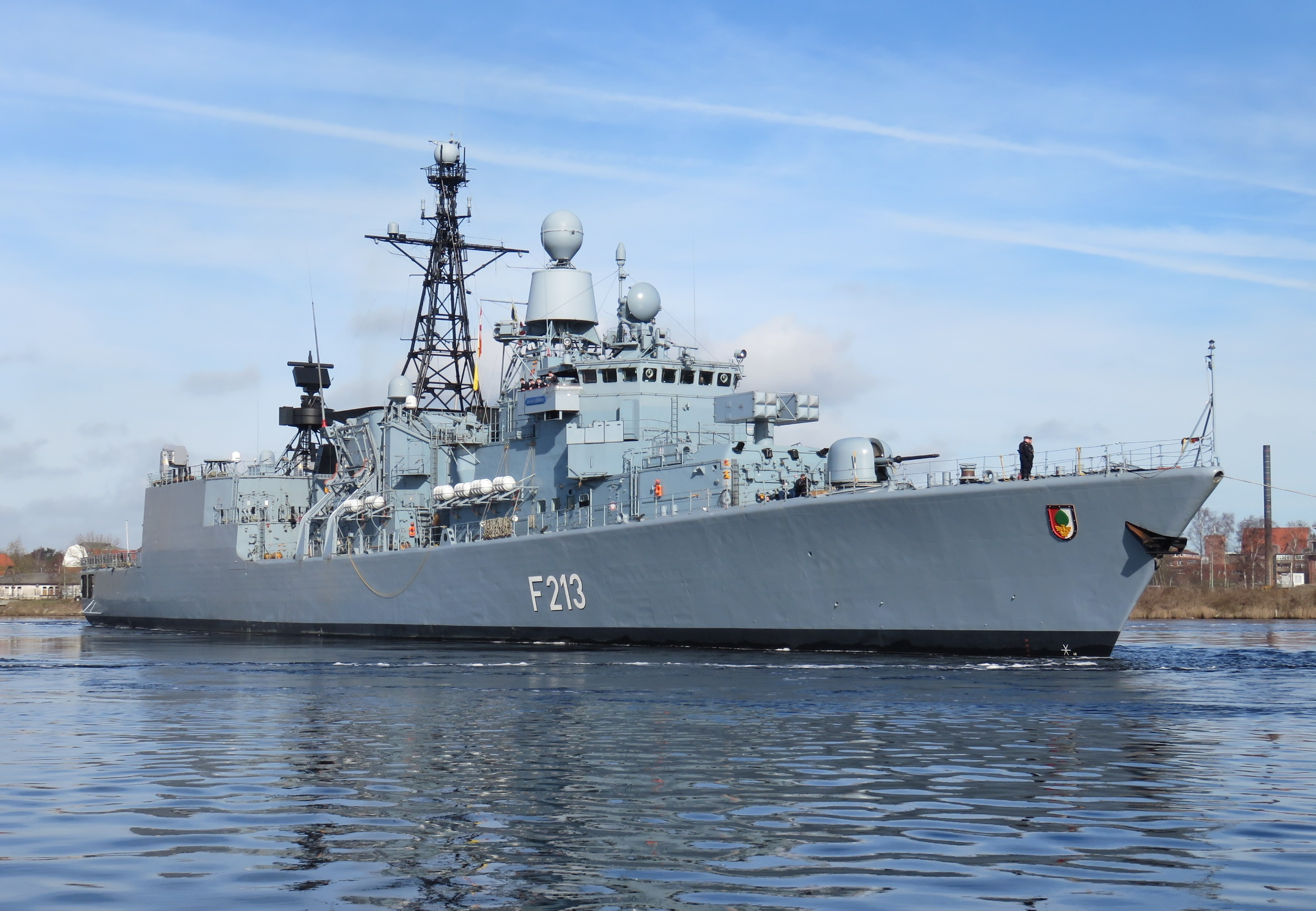
Die Fregatte Augsburg der Bremen-Klasse
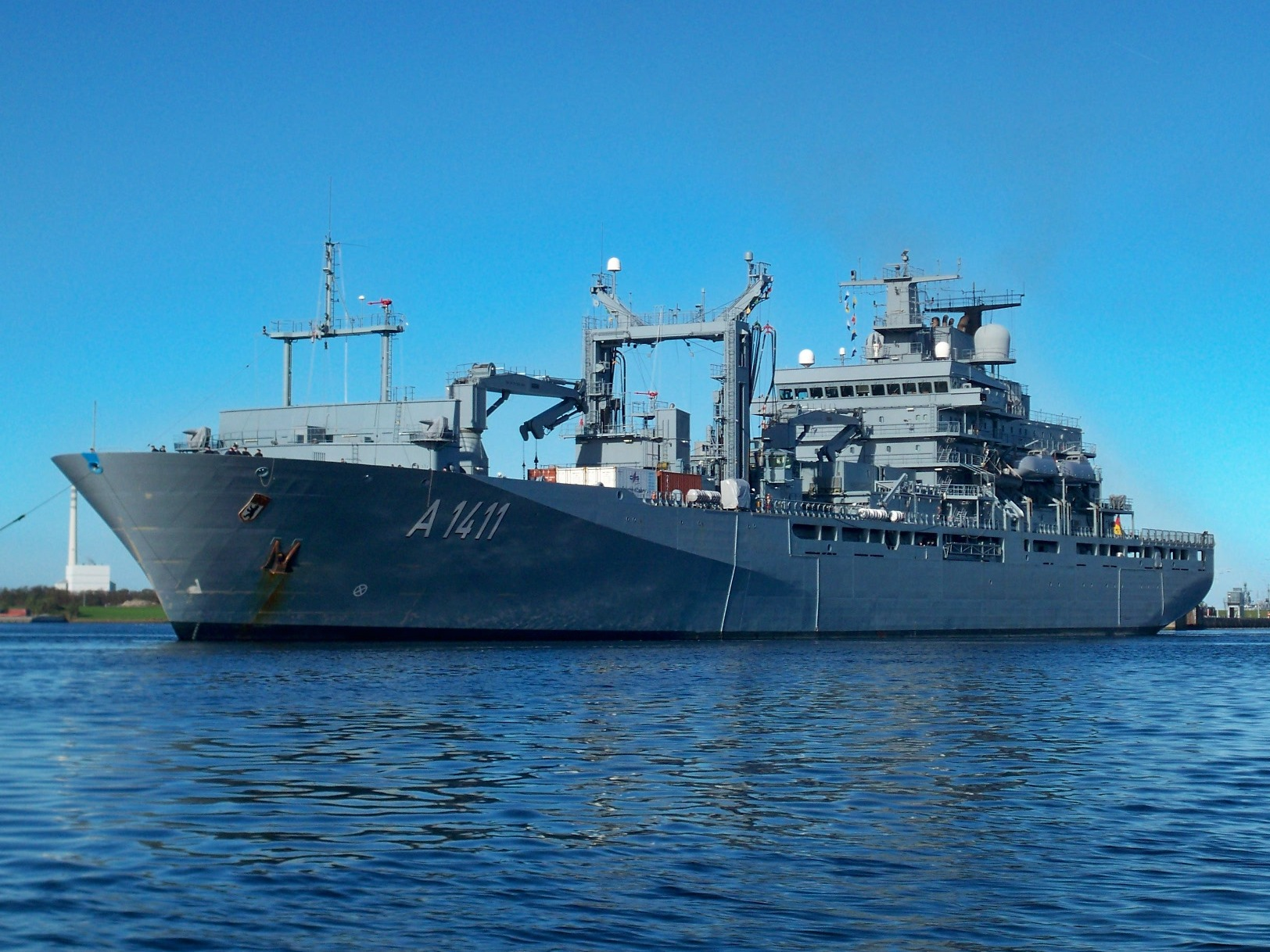
Der Einsatzgruppenversorger Berlin der Berlin-Klasse
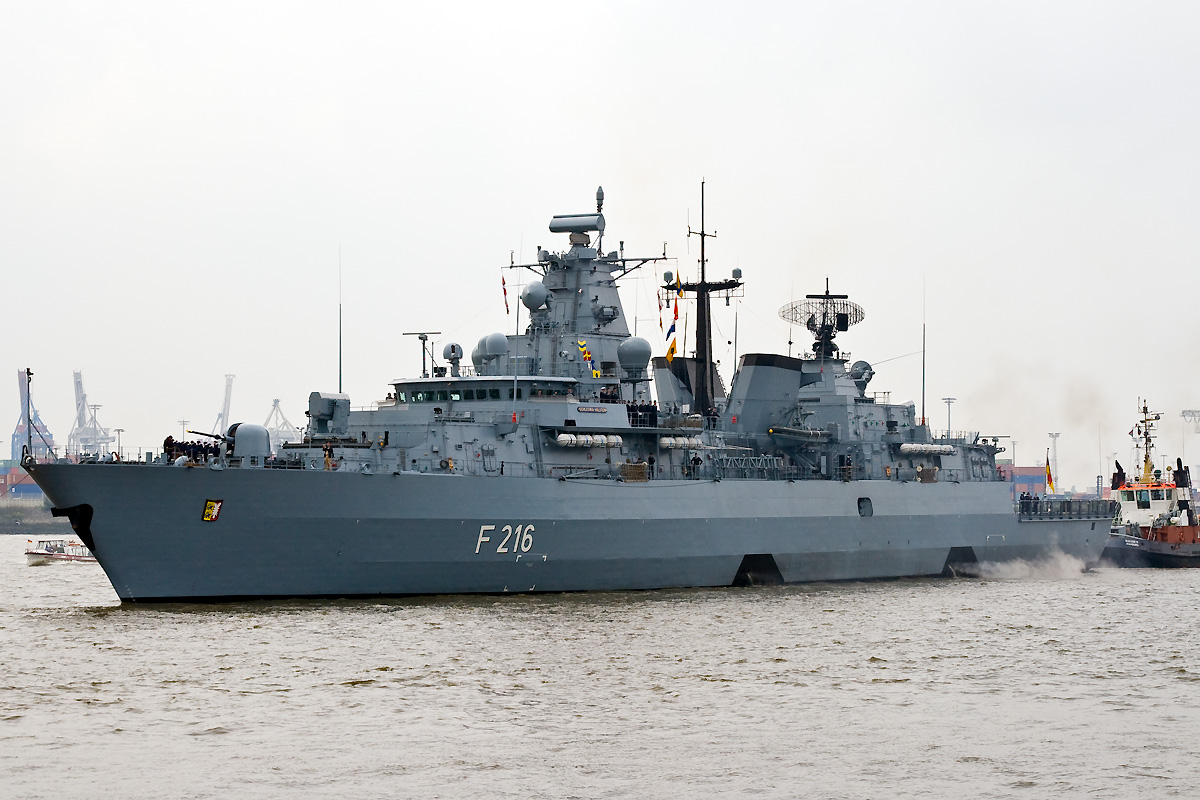
Die Fregatte Schleswig-Holstein der Brandenburg-Klasse